# 蒼羽藝術高等専修学校
蒼羽藝術高等専修学校（あおばげいじゅつこうとうせんしゅうがっこう）は、群馬県前橋市にある高等専修学校。

## 概要
音楽教室「群馬音楽アカデミー」を母体とし、発展した蒼羽藝術学園グループにより、同法人内にある芸術予備校「群馬音楽藝術学院」を発展させる形で2022年に開校した。

## 沿革
（沿革の出典は法人公式サイト）
- 1989年（平成元年）

群馬音楽アカデミー（音楽教室）創立。
- 2003年（平成15年）

音楽大学より指定施設（指定校）の認定を受ける。
- 2011年（平成23年）

専門教育のための教育機関として一般財団法人群馬音楽藝術学院創立。
群馬音楽藝術学院グループの創立。
一般財団法人 群馬音楽藝術学院（専門教育）
総合音楽院 群馬音楽アカデミー（情操教育）
各大学指定施設（指定校）の認定が一般財団法人へ移行。
- 2021年（令和3年）

学校法人蒼羽藝術学園の創立。
学校法人蒼羽藝術高等専修学校（芸術高校）の設立準備開始。
各大学指定施設（指定校）の認定が学校法人蒼羽藝術高等専修学校の指定校推薦枠へ移行。
- 2022年（令和4年）

４月　学校法人蒼羽藝術高等専修学校　開校。

## 課程・学科
- 芸術科
  - 音楽専攻[2]
  - 美術専攻[3]

実技は音楽、美術を専攻横断的に履修することが可能である。

## 関連校等
- 群馬音楽アカデミー（情操教育）
- 群馬音楽藝術学院（専門教育）

別科大学進学科
別科高校進学科
- 蒼羽藝術学園シンフォニー・オーケストラ
- 蒼羽藝術学園ウィンド・オーケストラ